# Leonardo Sierra
Pour les articles homonymes, voir Sierra.
Sierra  Sepúlveda est un nom espagnol. Le premier nom de famille, en général paternel, est Sierra ; le second, en général maternel, souvent omis, est Sepúlveda.
Leonardo Sierra Sepúlveda, né le 10 octobre 1968 à Santa Cruz de Mora dans l'État de Mérida, est un coureur cycliste vénézuélien. 

## Biographie
Professionnel de 1989 à 1995 au sein d'équipes italiennes, il s'est illustré sur les courses italiennes en remportant le Tour du Trentin, le Tour du Frioul, le Grand Prix de l'industrie et du commerce de Prato et une étape du Tour d'Italie 1990. Il s'est classé dixième du classement général de cette édition et septième l'année suivante. Il a également remporté le Tour du Táchira (1993) et a été trois fois champion du Venezuela sur route, de 1991 à 1993. 
En 1995, il est exclu de la 4e étape du Tour d'Espagne 1995, après une bagarre avec le coureur espagnol  Ramón González Arrieta. Suspendu 5 mois par l'UCI, le coureur met un terme à sa carrière à l'issue de cette saison.

## Palmarès
- 1987
  - Tour du Trujillo
- 1988
  - 4e étape du Tour du Táchira
  - Classement général du Tour de Guadeloupe
  -  Médaillé de bronze du championnat panaméricain sur route
- 1990
  - 4e étape du Tour des Pouilles
  - Tour du Frioul
  - 17e étape du Tour d'Italie
  - 3e du Tour du Trentin
  - 3e du Grand Prix de l'industrie et de l'artisanat de Larciano
  - 7e du Tour de Lombardie
  - 10e du Tour d'Italie
- 1991
  - Champion du Venezuela sur route
  - 4e, 7e, 9e et 11e étapes du Tour du Táchira
  - Tour du Trentin :
    - Classement général
    - 3e étape

  - 2e du Tour de Calabre
  - 2e du Tour de Toscane
  - 7e du Tour d'Italie
- 1992
  - Champion du Venezuela sur route
  - Grand Prix de l'industrie et du commerce de Prato
  - 2e du Tour des Apennins
  - 2e du Tour de Toscane
  - 3e du Trophée Matteotti
- 1993
  - Champion du Venezuela sur route
  - Tour du Táchira :
    - Classement général
    - 2e, 4e, 5e et 7e étapes

  - Prologue du GP Café de Colombia
  - 2e du Tour de Campanie
  - 2e du Tour de Toscane
  - 3e du GP Café de Colombia
  - 3e du Trofeo Laigueglia
  - 3e du Tour du Trentin

## Résultats sur les grands tours

### Tour de France
2 participations 
- 1993 : 34e
- 1995 : 50e

### Tour d'Italie
5 participations
- 1990 : 10e, vainqueur de la 17e étape
- 1991 : 7e
- 1992 : non partant (19e étape)
- 1993 : 39e
- 1994 : 63e

### Tour d'Espagne
1 participation 
- 1995 : mis hors course pour s'être bagarré avec Ramón González Arrieta (4e étape)